# Mintou Doucoure
Mintou Doucoure (Bamako, 19 luglio 1982) è un ex calciatore maliano, di ruolo centrocampista.

## Carriera

### Club
In carriera ha giocato complessivamente 7 partite nella CAF Champions League, nel corso delle quali ha anche segnato in totale 4 gol.

### Nazionale
Nel 1999 ha giocato 3 partite nei Mondiali Under-17. Ha inoltre fatto parte della squadra olimpica alle Olimpiadi di Atene 2004 che è uscita ai quarti eliminata dall'Italia.

## Palmarès

### Club

#### Competizioni nazionali
- Coppa d'Algeria: 1

USM Alger: 2004
- Campionato maliano: 1

AC Djoliba: 2012
- Supercoppa del Mali: 2

AC Djoliba: 2012, 2013